# Cinco Siglos
Cinco Siglos est un ensemble de musique ancienne fondé à Cordoue en 1990, par Antonio Torralba et par son directeur, Miguel Hidalgo Fernández. Cinco Siglos se consacre aux répertoires instrumentaux médiéval, Renaissance et Baroque, avec une préférence pour ceux qui combinent les styles cultivés et populaires. 
Les membres du groupe sont : Miguel Hidalgo (Instrument à cordes pincées et direction), Antonio Torralba (flûtes), Gabriel Arellano (violons historiques), José Ignacio Fernández (cordes pincées historiques), Daniel Sáez (Instrument à cordes pincées historiques et violoncelle baroque) et Antonio Sáez (percussion).

## Discographie
- 1995 - Unos tan dulçes sones. Usos instrumentales de la Edad Media. Fonoruz CDF-204. (Fiche sur medieval.org)
- 1996 - Dansse Real. Pièces instrumentales du Chansonnier du Roi (c. 1300). Fonoruz CDF-270. (Fiche sur medieval.org)
- 1997 - Músicas de la España Mudéjar. Les arts instrumentaux au Moyen Âge. Fonoruz CDF-357. (Fiche sur medieval.org)
- 1999 - Bel fiore dança. Musique instrumentale du Trecento (ca. 1390). Fonoruz CDF-611. (Fiche sur medieval.org)
- 2001 - Sones de Sefarad. Músicas Judías en Antiguos Instrumentos. Fonoruz CDF-908. (Fiche sur medieval.org)
- 2003 - ... una danza a sonare. Musique instrumentale du Trecento. Fonoruz CDF-1337. (Fiche sur medieval.org)
- 2003 - Iban Tañendo. Un recital de música mudéjar. Fonoruz CDF-1178
- 2006 - Glosas nuevas sobre viejas danzas. Tañidos de fama en los Siglos de Oro. Fonoruz CDF-1803
- 2008 - Sones de palacio, bailes de comedias. Gallardas, jotas, jácaras, seguidillas et fandangos avec d'autres danses du baroque hispanique. Fonoruz CDF-2117
- 2011 - Cuerdas mueve de plata. Góngora músico. Fonoruz CDF-2395
- 2014 - Músicas para la cámara de Isabel de Castilla. Fonoruz CDF-2590